# Eiksundbroen
Eiksundbroen er en cantileverbro i Ulstein kommune på Sunnmøre, og som er en del af Eiksundsambandet, som knytter det ydre sydlige Sunnmøre til fastlandet uden brug af færger. Eiksundbroen går fra Eiksund i Hareidlandet til den vestlige ø Eika. Broen er 405 meter lang og 9,3 meter bred. 
Broen stod færdig i 2005, men frem til Eiksundsambandet åbnede den 23. februar 2008, var broen kun i brug til anlægstrafik. 
I februar 2006 klagede Maskinentreprenørenes Forbund over, at Eiksundbroen var bygget for smal, og at den var for farlig.

## Reference
1. ↑  NRK Møre og Romsdal: – Eiksundbroen for smal (17. februar 2006)

## Eksterne Henvisninger
- Det norske Vejvæsens side om Eiksundbroen Arkiveret 16. juni 2004 hos  Wayback Machine
- Billeder af Eiksundbroen Arkiveret 28. september 2007 hos  Wayback Machine

62°14′58″N 05°53′47″Ø / 62.24944°N 5.89639°Ø